# قاسم مصلح
قاسم مصلح هو قائد عمليات الانبار في الحشد الشعبي في غرب العراق، وآمر لواء 13 سابقاً المعروف أيضاً باسم لواء الطُفوف، وسابقاً معاون رئيس قسم حفظ النظام في العتبة الحسينية.

## حياته
يعيش قاسم مصلح محمود كريم مصلح الخفاجي في مدينة كربلاء، داخل المدينة القديمة، مقابل كلية القانون سابقاً،
- سُجنَ في عهد حكومة الرئيس صدام حسين، بسبب اشتراكه في الانتفاضة الشعبانية في كربلاء.
- سُجنَ بعد الاحتلال الأمريكي للعراق
- مسؤول شعبة الحوار والتنسيق في العتبة الحسينية.[5]
- أسّسَ قوة عسكرية لحماية المراقد المقدسة عند الشيعة قبل إعلان علي السيستاني عن فتوى الجهاد الكفائي، ثم أسّسَ لواء علي الأكبر الذي كان أول لواء يدخل جرف الصخر لإخراج تنظيم الدولة الإسلامية (داعش) منها، اشترك في مقاتلة داعش في العوجة وإخراجهم منها، وجُرحَ هناك، كما اشترك في مقاتلة تنظيم الدولة في المناطق التي كان التنظيم يسيطر عليها

- في 14 تشرين الثاني 2015 أخلى مسؤوليته من قيادة لواء علي الأكبر [6]، كلّفه عبد المهدي الكربلائي بقيادة لواء الطفوف، وكان أيضاً مسؤول المتطوعين في خدمة الزائرين لكربلاء.[7]

## اعتقاله
اعتُقل فجراً يوم 26 أيار سنة 2021، من منطقة الدورة جنوبَ بغداد بعملية إنزال جوي، تنفيذاً لمذكرة القبض الصادرة يوم 21 أيار سنة 2021 من مجلس القضاء الأعلى وفقاً للمادة الرابعة من قانون مكافحة الإرهاب، قال رئيس مركز كلودا للدراسات، باسل حسين، إن عملية الاعتقال جاءت وفق قانون مكافحة الإرهاب، لأنه وفقا لتسريبات تفيد بأنه المسؤول عن عدد من الاغتيالات وقصف قاعدة عين الأسد، ونقلت ذا ناشيونال عن مصادر رسمية أن اعتقاله له صلة بقتل ناشطين، ثم ذُكرَ أنه أطلقَ سراحه ليلة 27-28 أيار، سنة 2021م، غيرَ أن وزير الدفاع جمعة عناد في يوم 29 أيار 2021، نفى إطلاق السراح، وقال إن قاسم لا يزال «في عهدة قيادة العمليات المشتركة». وكانت والدة الناشط العراقي المقتول إيهاب الوزني أعلنت أن قاسم مصلح كان قد هدّدَ ابنها بالقتل وقال له «سأقتلك ولو بقي في عمري يوم واحد» ونشرَ ناشطون عراقيون يوم 27 أيار سنة 2021، تسجيلاً صوتياً لمحاورة بين الناشط العراقي المقتول فاهم الطائي وإيهاب الوزني يوضح فيها فاهم الطائي أن قاسم مصلح هدده بالقتل، ثم اغتيلَ فاهم بعد أشهر من اندلاع احتجاجات تشرين، وقد سبّبَ اعتقال قاسم مصلح توتراً ملحوظاً وانتقادات غيرَ مسبوقة من الحكومة العراقية لقيادة الحشد الشعبي. وفي مساء 7 حزيران سنة 2021، نقلت وسائل إعلامية عن مصدر مطلع أن قاسم مصلح أُطلق سراحه بأمر قضائي «لعدم كفاية الأدلة».